# Lista odcinków serialu anime Mushoku Tensei

Logo serii

Artykuł zawiera listę wszystkich wyemitowanych odcinków telewizyjnego serialu anime Mushoku Tensei, wyprodukowanego na bazie light novel autorstwa Rifujin na Magonote.
Pierwszy sezon został wyreżyserowany przez Manabu Okamoto i zanimowany przez Studio Bind. Projekty postaci wykonał Kazutaka Sugiyama, muzykę skomponował Yoshiaki Fujisawa, a za produkcję odpowiadało studio Egg Firm. Seria miała pierwotnie zadebiutować w 2020 roku, jednak premiera została opóźniona do stycznia 2021. Pierwsza część była emitowana od 11 stycznia do 22 marca 2021 na antenach Tokyo MX, KBS, BS11 i SUN. Premiera drugiej części pierwotnie miała odbyć się w lipcu 2021, jednak została przesunięta na październik 2021. Druga część była emitowana od 4 października do 20 grudnia 2021.
Funimation nabyło licencję na serię i udostępniało ją na swojej stronie internetowej w Ameryce Północnej, Meksyku, Brazylii oraz na Wyspach Brytyjskich, a także w niektórych częściach Europy, Azji Centralnej i Afryki Północnej za pośrednictwem Wakanim, oraz w Australii i Nowej Zelandii poprzez AnimeLab. Seria została również udostępniona w serwisie Hulu w Stanach Zjednoczonych. 13 lutego 2021 Funimation ogłosiło, że seria otrzyma angielski dubbing, a pierwszy odcinek zadebiutował następnego dnia. Po przejęciu Crunchyroll przez Sony, seria została przeniesiona na platformę Crunchyroll.
W marcu 2022 podano do wiadomości, że drugi sezon jest w trakcie produkcji. Seria ta została wyreżyserowana przez Hirokiego Hirano, nadzór nad scenariuszem sprawował Toshiya Ono, a za projekty postaci odpowiadała Sanae Shimada. Drugi sezon składał się z 25 odcinków i został wyemitowany w dwóch częściach. Pierwsza była emitowana od 3 lipca do 25 września 2023, natomiast druga była nadawana od 8 kwietnia do 1 lipca 2024.
Trzeci sezon został ogłoszony po emisji finałowego odcinka drugiego sezonu. Jego premiera zaplanowana jest na 2026 rok.

## Przegląd serii
| Sezon | Sezon | Odcinki | Odcinki             | Premiera serii   | Finał serii      |
| ----- | ----- | ------- | ------------------- | ---------------- | ---------------- |
|       | 1     | 23      | 11                  | 11 stycznia 2021 | 22 marca 2021    |
| 12    | 1     | 23      | 4 października 2021 | 20 grudnia 2021  |                  |
|       | 2     | 25      | 13                  | 3 lipca 2023     | 25 września 2023 |
| 12    | 2     | 25      | 8 kwietnia 2024     | 1 lipca 2024     |                  |

## Lista odcinków

### Sezon 1 (2021)
| №       | #       | Tytuł                                                                                   | Premiera             |
| Część 1 | Część 1 | Część 1                                                                                 | Część 1              |
| ------- | ------- | --------------------------------------------------------------------------------------- | -------------------- |
| 1       | 1       | Jobless Reincarnation Mushoku tensei (無職転生)                                         | 11 stycznia 2021     |
| 2       | 2       | Master Shishō (師匠)                                                                    | 18 stycznia 2021     |
| 3       | 3       | A Friend Tomodachi (友達)                                                               | 25 stycznia 2021     |
| 4       | 4       | Emergency Family Meeting Kinkyū kazoku kaigi (緊急家族会議)                             | 1 lutego 2021        |
| 5       | 5       | A Young Lady and Violence Ojōsama to bōryoku (お嬢様と暴力)                             | 8 lutego 2021        |
| 6       | 6       | A Day Off in Roa Roa no kyūjitsu (ロアの休日)                                           | 15 lutego 2021       |
| 7       | 7       | What Lies Beyond Effort Doryoku no saki ni aru mono (努力の先にあるもの)                | 22 lutego 2021       |
| 8       | 8       | Turning Point 1 Tāningu pointo ichi (ターニングポイント１)                              | 1 marca 2021         |
| 9       | 9       | A Chance Encounter Kaikō (邂逅)                                                         | 8 marca 2021         |
| 10      | 10      | The Value of a Life and the First Job Hito no inochi to hatsu shigoto (人の命と初仕事)  | 15 marca 2021        |
| 11      | 11      | Children and Warriors Kodomo to senshi (子供と戦士)                                     | 22 marca 2021        |
| Część 2 |         |                                                                                         |                      |
| 12      | 12      | The Woman with the Demon Eyes Magan o motsu onna (魔眼を持つ女)                         | 4 października 2021  |
| 13      | 13      | Missed Connections Surechigai (すれ違い)                                                | 11 października 2021 |
| 14      | 14      | No Such Thing As a Free Lunch Tada yori takai mono wa nai (只より高いものはない)        | 18 października 2021 |
| 15      | 15      | Slow Life in the Doldia Village Dorudia mura no surō raifu (ドルディア村のスローライフ) | 25 października 2021 |
| 16      | 16      | Family Squabble Oyako genka (親子げんか)                                                | 1 listopada 2021     |
| 17      | 17      | Reunion Saikai (再会)                                                                   | 8 listopada 2021     |
| 18      | 18      | Separate Journeys Sorezore no tabi (それぞれの旅)                                       | 15 listopada 2021    |
| 19      | 19      | Route Selection Rūto sentaku (ルート選択)                                               | 22 listopada 2021    |
| 20      | 20      | The Birth of My Little Sister, the Maid Imōto jijo no umareta hi (妹侍女の生まれた日)   | 29 listopada 2021    |
| 21      | 21      | Turning Point 2 Tāningu pointo ni (ターニングポイント２)                                | 6 grudnia 2021       |
| 22      | 22      | Dreams and Reality Genjitsu (yume) (現実ユメ)                                           | 13 grudnia 2021      |
| 23      | 23      | Wake Up and Take a Step Mezame, ippo, (目覚め、一歩、)                                  | 20 grudnia 2021      |

### Sezon 2 (2023–24)
| №       | #       | Tytuł                                                                                                   | Premiera         |
| Część 1 | Część 1 | Część 1                                                                                                 | Część 1          |
| ------- | ------- | --- | ---------------- |
| 24      | 0       | Guardian Fitz Shugo jutsushi Fittsu (守護術師フィッツ)                                                  | 3 lipca 2023     |
| 25      | 1       | The Brokenhearted Mage Shitsui no majutsushi (失意の魔術師)                                             | 10 lipca 2023    |
| 26      | 2       | The Forest in the Dead of Night Mayonaka no mori (真夜中の森)                                           | 17 lipca 2023    |
| 27      | 3       | Abrupt Approach Kyūsekkin (急接近)                                                                      | 24 lipca 2023    |
| 28      | 4       | Letter of Invitation Suisenjō (推薦状)                                                                  | 31 lipca 2023    |
| 29      | 5       | Ranoa University of Magic Ranoa mahō daigaku (ラノア魔法大学)                                           | 7 sierpnia 2023  |
| 30      | 6       | I Don’t Want to Die Shinitakunai (死にたくない)                                                         | 14 sierpnia 2023 |
| 31      | 7       | The Kidnapping and Confinement of Beast Girls Kemonozoku reijō rachikankin jiken (獣族令嬢拉致監禁事件) | 21 sierpnia 2023 |
| 32      | 8       | The Fiancé of Despair Zetsubō no konyakusha (絶望の婚約者)                                              | 28 sierpnia 2023 |
| 33      | 9       | The White Mask Shiroi kamen (白い仮面)                                                                  | 4 września 2023  |
| 34      | 10      | These Feelings Kono kimochi (この気持ち)                                                                | 11 września 2023 |
| 35      | 11      | To You Anata e (あなたへ)                                                                               | 18 września 2023 |
| 36      | 12      | I Want to Tell You Tsutaetai (伝えたい)                                                                 | 25 września 2023 |
| Część 2 |         | |                  |
| 37      | 13      | My Dream Home Yume no mai hōmu (夢のマイホーム)                                                         | 8 kwietnia 2024  |
| 38      | 14      | Wedding Reception Hirōen (披露宴)                                                                       | 15 kwietnia 2024 |
| 39      | 15      | Afar Haruka (遥か)                                                                                      | 22 kwietnia 2024 |
| 40      | 16      | Norn and Aisha Norun to Aisha (ノルンとアイシャ)                                                        | 29 kwietnia 2024 |
| 41      | 17      | My Older Brother’s Feelings Aniki no kimochi (兄貴の気持ち)                                             | 6 maja 2024      |
| 42      | 18      | Turning Point 3 Tāningu pointo san (ターニングポイント３)                                               | 13 maja 2024     |
| 43      | 19      | Desert Journey Sabaku no tabi (砂漠の旅)                                                                | 27 maja 2024     |
| 44      | 20      | Into the Labyrinth Meikyūiri (迷宮入り)                                                                 | 3 czerwca 2024   |
| 45      | 21      | Magic Circles of the Sixth Stratum Dai roku kaisō no mahō-jin (第六階層の魔法陣)                        | 10 czerwca 2024  |
| 46      | 22      | Parents Oya (親)                                                                                        | 17 czerwca 2024  |
| 47      | 23      | Let’s Go Home Kaerou (帰ろう)                                                                           | 24 czerwca 2024  |
| 48      | 24      | Succession Tsugu (嗣ぐ)                                                                                 | 1 lipca 2024     |